# زورقان أرجواني داكن
زورقان أرجواني داكن (الاسم العلمي:Cymbidium atropurpureum) هو نوع من النباتات يتبع جنس الزورقان من الفصيلة السحلبية.